# Bisfenol A
Bisfenol A (BPA) – organiczny związek chemiczny z grupy fenoli, stosowany do produkcji tworzyw sztucznych.

## Właściwości
- słabo rozpuszczalny w wodzie
- dobrze rozpuszczalny w roztworach  wodorotlenków litowców oraz w acetonie, etanolu, metanolu, eterze dietylowym i bezwodnym kwasie octowym
- zaburza działanie hormonów (zakwalifikowany jako związek endokrynny)

## Wpływ na zdrowie
Istnieją przypuszczenia, że bisfenol A może być przyczyną niektórych chorób. Amerykańskie koncerny przemysłu tworzyw sztucznych postanowiły wycofać BPA z procesu produkcji opakowań do przechowywania żywności, a rząd Stanów Zjednoczonych zadeklarował zmiany w ustawie o bezpieczeństwie żywności, które zagwarantują całkowite wyeliminowanie wszelkich produktów zawierających BPA, które mogłyby szkodzić konsumentom do czasu, gdy badania wykażą niekancerogenny wpływ BPA na człowieka.

## Otrzymywanie
Bisfenol A po raz pierwszy został otrzymany przez rosyjskiego chemika Aleksandra Dianina (1851–1918) w 1891. W metodzie Dianina bisfenol A jest produktem kondensacji acetonu (stąd symbol „A” w nazwie związku) i dwóch cząsteczek fenolu. Reakcja jest katalizowana przez kwasy, np. HCl lub żywicę jonowymienną zawierającą silnie kwasowe grupy sulfonowe (R−SO
3H).
Reakcję prowadzi się zazwyczaj w obecności dużego nadmiaru fenolu. Jedynym produktem ubocznym reakcji głównej jest woda, jednak w wyniku reakcji równoległych i następczych tworzą się także inne związki, przede wszystkim izomer bisfenolu A – 2-(2-hydroksyfenylo)-2-(4-hydroksyfenylo)propan (tzw. o,p′-BPA) oraz dimery izopropenylofenoli.
Analogicznej reakcji ulega wiele innych ketonów.

## Zastosowanie
Produkcja tworzyw sztucznych:
- poliestrów, przede wszystkim poliwęglanów – wykorzystywanych w przemyśle optycznym i samochodowym, do produkcji sprzętu elektronicznego i sportowego, szyb, urządzeń medycznych oraz butelek i opakowań do żywności[11].
- żywic epoksydowych – stosowanych do produkcji laminatów, klejów, farb i lakierów o szerokiej gamie zastosowań, odlewów stosowanych w elektronice oraz chemoutwardzalnych kitów i szpachlówek[12], a także powłok wyściełających wnętrza puszek do przechowywania żywności[13],
- polieterów,
- polisulfonów,
- Dodatków do tworzyw sztucznych, takich jak przeciwutleniacze i antypireny.